# Ванюльвен
Ванюльвен (норв. Vanylven) — коммуна в губернии Мёре-ог-Ромсдал в Норвегии. Административный центр коммуны — город Фискобюгд. Официальный язык коммуны — нюнорск. Население коммуны на 2007 год составляло 3530 чел. Площадь коммуны Ванюльвен — 385,08 км², код-идентификатор — 1511.

## История населения коммуны
Население коммуны за последние 60 лет.